# Ed Ordynski

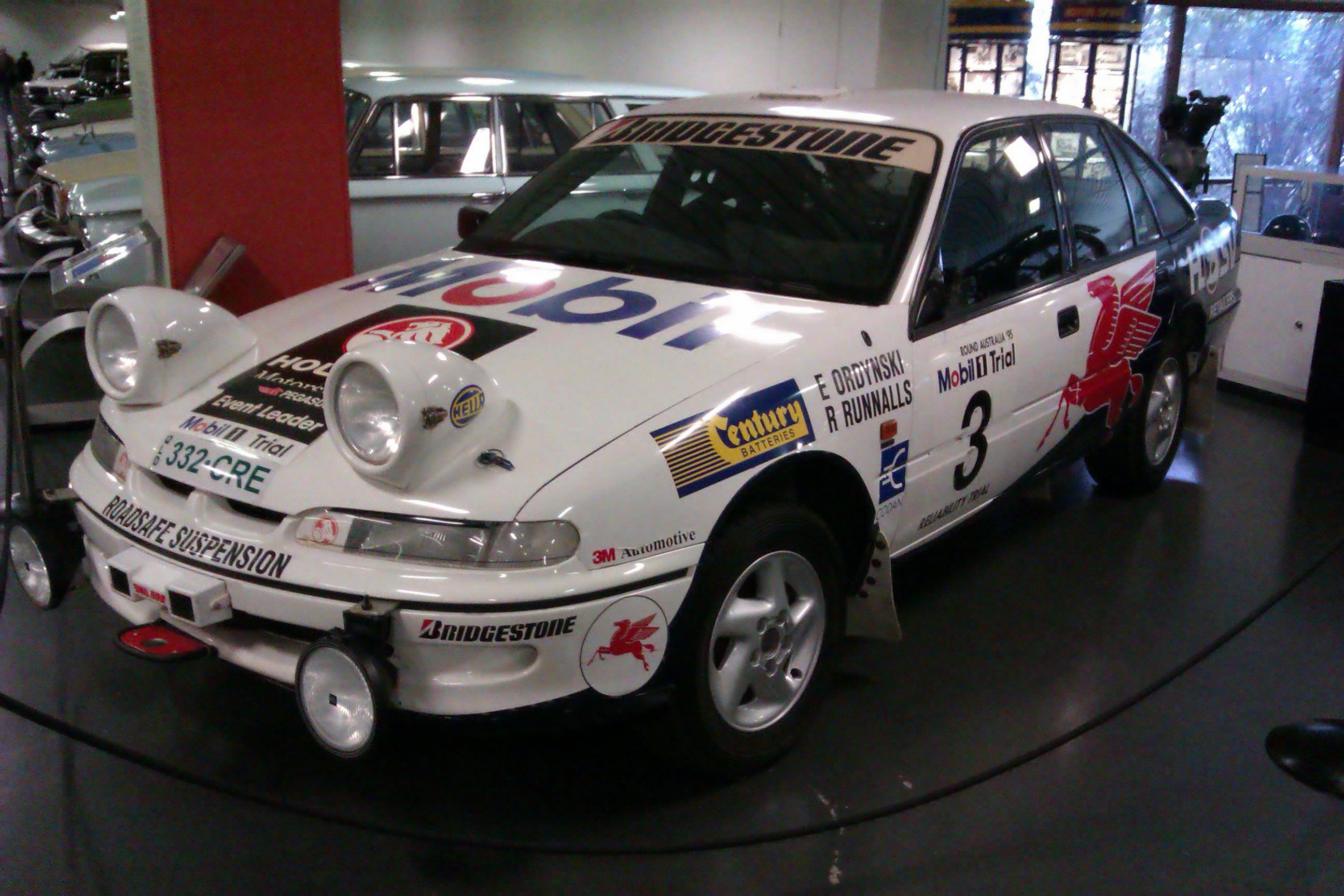
Der Holden VR Commodore von Ed Ordynski

Ed Ordynski (* 21. Juli 1957) ist ein ehemaliger australischer Rallyefahrer.

## Karriere
Ordynski startete von 1989 bis 2004 für Mitsubishi in der Rallye-Weltmeisterschaft (WRC). In dieser Zeit nahm er an den Rallyes in Australien und Neuseeland teil. Außerdem startete er 1991 bei der Rallye Finnland. Seine beste Platzierung in der WRC ist ein fünfter Platz bei der Rallye Neuseeland 1992.
Darüber hinaus erzielte er Meistertitel in seiner Heimat und gewann 1990 die australische Rallye-Meisterschaft. In der Gruppe N dieser Meisterschaft holte er viermal den Titel (1990, 1993, 1994 und 1995).